# Micranthes oblongifolia
Micranthes oblongifolia är en stenbräckeväxtart som först beskrevs av Takenoshin Nakai, och fick sitt nu gällande namn av Gornall och H.Ohba. Micranthes oblongifolia ingår i släktet rosettbräckor, och familjen stenbräckeväxter. Inga underarter finns listade i Catalogue of Life.